# Le Plessis-Sainte-Opportune
Le Plessis-Sainte-Opportune ist eine französische Gemeinde mit 1.168 Einwohnern (Stand: 1. Januar 2022) im Département Eure in der Region Normandie. Die aus mehreren Weilern (hameaux) und Einzelgehöften (fermes) bestehende Gemeinde entstand erst im Jahr 1846 durch die Zusammenlegung der Gemeinden Sainte-Opportune-la-Campagne und Plessis-Mahiet.

## Lage
Le Plessis-Sainte-Opportune liegt in der Haute-Normandie knapp 25 km (Fahrtstrecke) nordwestlich von Évreux in einer Höhe von ca. 153 m Das frostfreie Klima ist in hohem Maße vom Meer, d. h. vom Ärmelkanal, beeinflusst; Regen (ca. 770 mm/Jahr) fällt verteilt übers ganze Jahr.

## Bevölkerungsentwicklung
| Jahr      | 1851 | 1901 | 1954 | 1999 | 2017 |
| Einwohner | 457  | 291  | 234  | 252  | 1225 |

Der kontinuierliche Bevölkerungsrückgang im 20. Jahrhundert ist im Wesentlichen auf die Mechanisierung der Landwirtschaft und den damit einhergehenden Verlust an Arbeitsplätzen zurückzuführen.

## Wirtschaft
Die in früheren Zeiten hauptsächlich zur Selbstversorgung betriebene Landwirtschaft bildet die Grundlage des Gemeindelebens.

## Geschichte
Die Kirche von Le Plessis war einst eine Prioratskirche der Abtei von Le Bec Helloin.

## Sehenswürdigkeiten

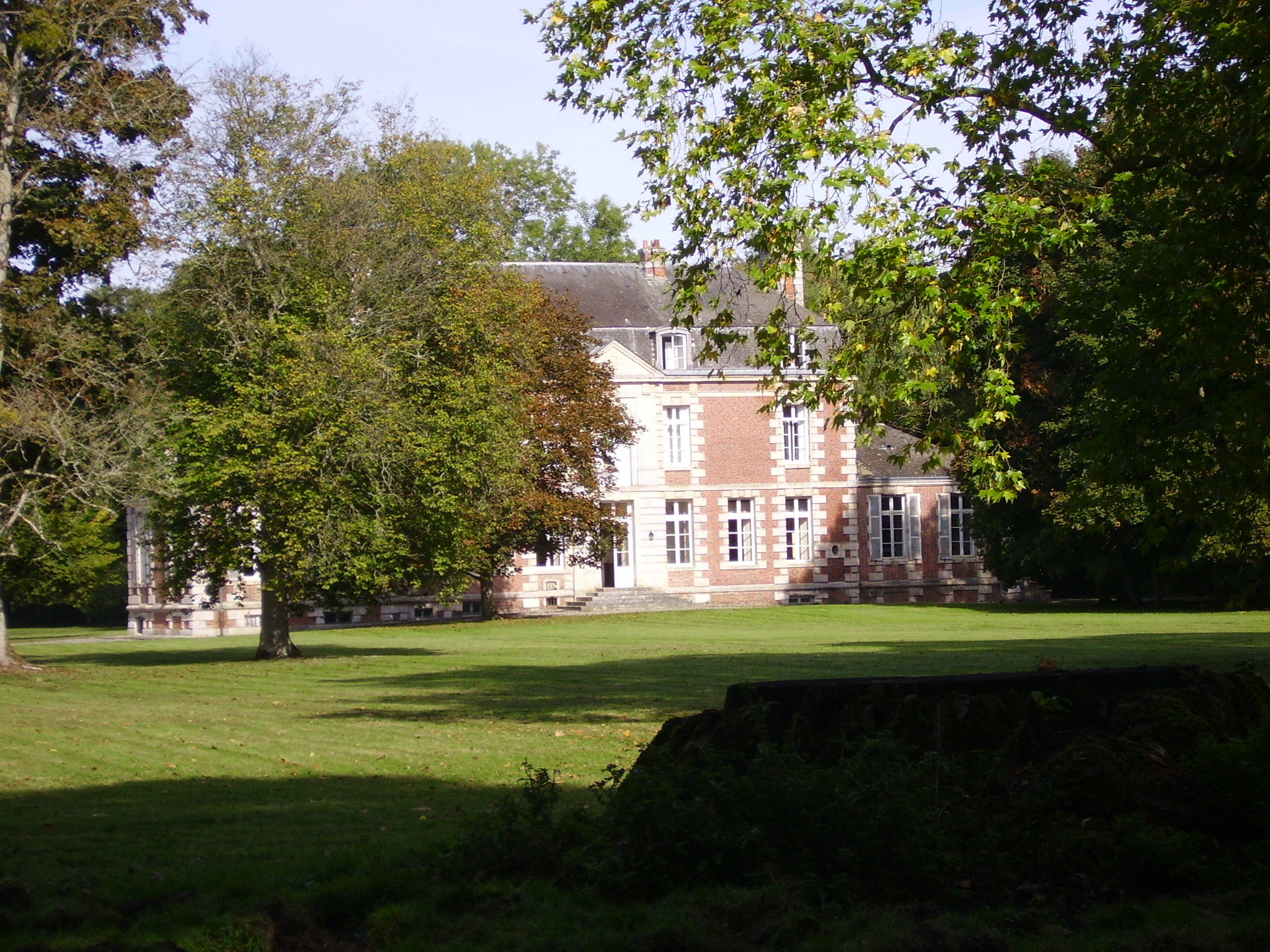
Château Saint-Léger

- Die größtenteils aus Feuersteinfindlingen errichtete gotische Église Saint-André in Le Plessis stammt aus dem 14. Jahrhundert und war einst eine Prioratskirche der Abtei Le Bec; die Fenster wurden jedoch im 16. Jahrhundert vergrößert und mit spätgotischem Flamboyant-Maßwerk versehen. Der Glockenturm (clocher) ist ein Überrest eines romanischen Vorgängerbaus aus dem 13. Jahrhundert. Die überwiegend aus Ziegelsteinen gemauerte Apsis scheint erst im 18. Jahrhundert entstanden zu sein. Zur Ausstattung gehören mehrere Statuen sowie ein geschnitzter Altaraufbau aus dem 17. Jahrhundert. Der Kirchenbau ist seit 1921 als Monument historique anerkannt.[3][4][5]
- Die Église Sainte-Opportune wurde im 13. Jahrhundert erbaut, aber in späterer Zeit mehrfach umgestaltet. Der vom Einsturz bedrohte Kirchenbau verfügt über eine flach schließende Apsis und ist seit 1961 als Monument historique anerkannt.[6][7]
- Das Château Saint-Léger stammt ursprünglich aus dem 12. Jahrhundert; es wurde jedoch vom 17. bis 19. Jahrhundert zu einer Schlossanlage umgebaut und ist seit dem Jahr 1976 als Monument historique anerkannt.[8]
- Weitere Bauten sind ebenfalls in Teilen in das Denkmalverzeichnis eingetragen; dazu gehören u. a. die Kirche Saint-Pierre in La Huanière, ein Herrenhaus (ehemalige Priorei) aus dem 15. Jahrhundert in Le Plessis sowie ein mittelalterlicher Wehrbau in Bruyères-de-Tiron und ein Herrenhaus aus dem 18. Jahrhundert in Chesnay.